# 皮克徹羅克斯 (亞利桑那州)
皮克徹羅克斯（英語：Picture Rocks）是位於美國亞利桑那州皮馬縣的一個人口普查指定地區。根據2010年美國人口普查，該地共人口500人，而該地的面積約為183.50平方千米。

## 地理
皮克徹羅克斯的座標為32°19′51″N 111°13′47″W / 32.33083°N 111.22972°W，而該地最高點為海拔高度634米（即2080英尺）。